# Transports à Quilon
 (août 2024).
La mise en forme du texte ne suit pas les recommandations de Wikipédia : il faut le « wikifier ».
Les points d'amélioration suivants sont les cas les plus fréquents :
- Les titres sont pré-formatés par le logiciel. Ils ne sont ni en capitales, ni en gras.
- Le texte ne doit pas être écrit en capitales (les noms de famille non plus), ni en gras, ni en italique, ni en « petit »…
- Le gras n'est utilisé que pour surligner le titre de l'article dans l'introduction, une seule fois.
- L'italique est rarement utilisé : mots en langue étrangère, titres d'œuvres, noms de bateaux, etc.
- Les citations ne sont pas en italique mais en corps de texte normal. Elles sont entourées par des guillemets français : « et ».
- Les listes à puces sont à éviter, des paragraphes rédigés étant largement préférés. Les tableaux sont à réserver à la présentation de données structurées (résultats, etc.).
- Les appels de note de bas de page (petits chiffres en exposant, introduits par l'outil «  Source ») sont à placer entre la fin de phrase et le point final[comme ça].
- Les liens internes (vers d'autres articles de Wikipédia) sont à choisir avec parcimonie. Créez des liens vers des articles approfondissant le sujet. Les termes génériques sans rapport avec le sujet sont à éviter, ainsi que les répétitions de liens vers un même terme.
- Les liens externes sont à placer uniquement dans une section « Liens externes », à la fin de l'article. Ces liens sont à choisir avec parcimonie suivant les règles définies. Si un lien sert de source à l'article, son insertion dans le texte est à faire par les notes de bas de page.
- La présentation des références doit suivre les conventions bibliographiques. Il est recommandé d'utiliser les modèles {{Ouvrage}}, {{Chapitre}}, {{Article}}, {{Lien web}} et/ou {{Bibliographie}}. Le mode d'édition visuel peut mettre en forme automatiquement les références.
- Insérer une infobox (cadre d'informations à droite) n'est pas obligatoire pour parachever la mise en page.

Pour une aide détaillée, merci de consulter Aide:Wikification.
Si vous pensez que ces points ont été résolus, vous pouvez retirer ce bandeau et améliorer la mise en forme d'un autre article.
Quilon ou Kollam est une ville côtière située dans la partie sud de l'Inde. Il existe des options de transport routier, ferroviaire et maritime pour se déplacer dans la ville et ses banlieues. Les bus de la Kerala State Road Transport Corporation, appartenant à l'État, les bus privés, les chemins de fer indiens, les bateaux et ferries du Kerala State Water Transport Department, les taxis et les pousse-pousse automatiques desservent la ville de Kollam. La ville avait une forte réputation commerciale depuis l'époque des Phéniciens et des Romains. Ibn Battuta a mentionné le port de Kollam comme l'un des cinq ports indiens qu'il avait vus au cours de ses vingt-quatre ans de voyage.

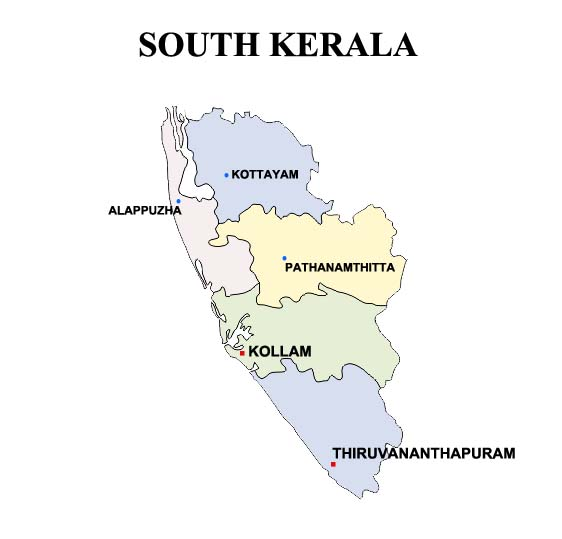
Carte du sud du Kerala

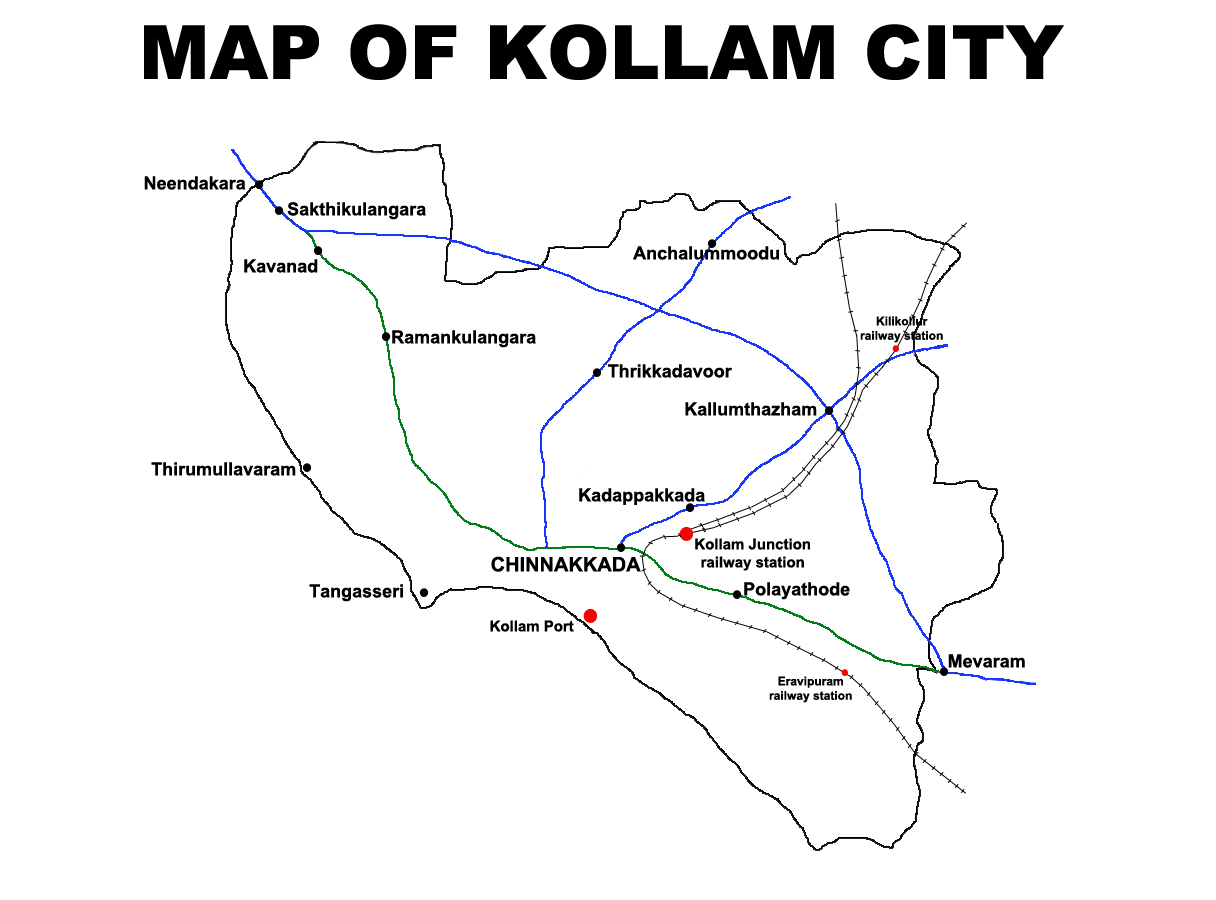
Carte de la municipalité de Quilon

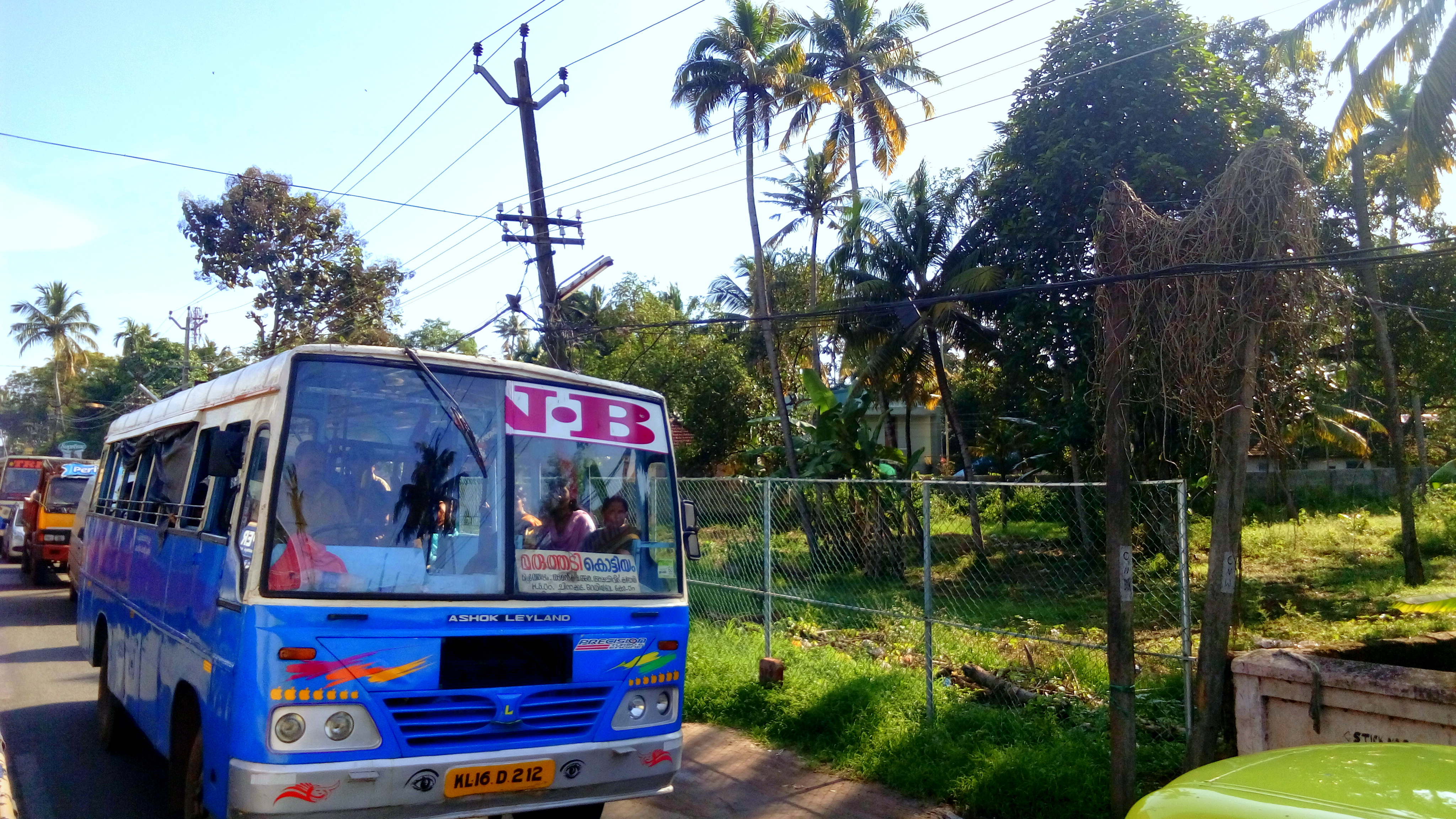
Un bus de la ville de Kollam à Ramankulangara

Kollam est connue comme la capitale mondiale de la noix de cajou. 90 % des noix de cajou de qualité exportées par l'Inde sont préparées à Kollam. C'est le plus grand exportateur de noix de cajou transformées au monde.

## Histoire
L'aéroport de Kollam a été le premier aérodrome de l'actuel État du Kerala. Dans les années 1920, il n'y avait pas d'autres aérodromes civils dans les royaumes de Cochin, Travancore et le district de Malabar à l'époque de la présidence britannique de Madras. L'aéroport a cessé ses opérations lorsqu'un accident impliquant un avion d'entraînement à la limite de l'aérodrome a entraîné la mort du pilote et du stagiaire.
Kollam a été la première ville du sud du Kerala à bénéficier d'une connexion ferroviaire. La première idée d'une liaison ferroviaire entre Madras et Quilon, la capitale commerciale de l'ancien royaume de Travancore, a été conçue en 1873. La ligne ferroviaire Kollam-Sengottai est la deuxième ligne ferroviaire à arriver dans l'actuel État du Kerala, la première dans le royaume natal de Travancore. Après une étude en 1888, les travaux commencèrent en 1900 et furent achevés en 1902. Le premier train de marchandises circula sur cette route en 1902, tandis que le premier train de voyageurs commença à circuler en 1904. Avant l'arrivée des réseaux ferroviaires à Trivandrum, les rois de l'ancien Travancore utilisaient la gare de Kollam Junction et l'aéroport de Kollam pour leurs besoins de transport. Kollam était l'ancienne capitale du royaume de Venad.[6] La ligne Madras-Quilon fut prolongée jusqu'à la capitale de l'État princier de Travancore le 4 janvier 1918.

### Chronologie du transport ferroviaire à Kollam

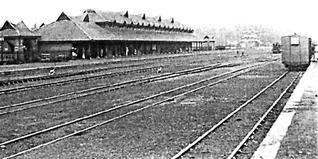
Gare de Kollam Junction en 1905

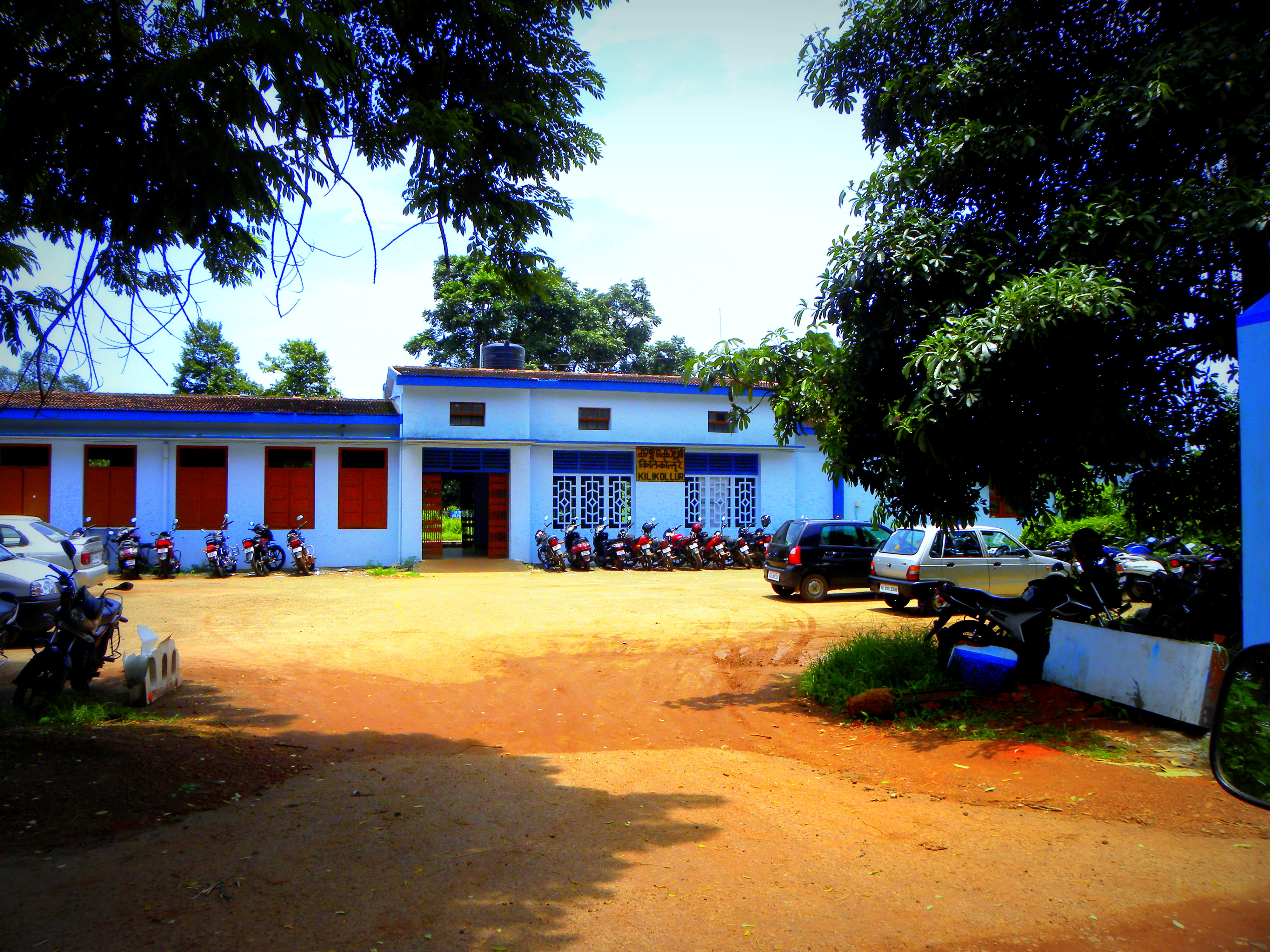
Gare de Kilikollur sur la ligne ferroviaire Kollam–Chennai

- 1899 - Fin des travaux d'arpentage pour la ligne ferroviaire Quilon-Madras[6]
- 1900 - Début des travaux de la ligne de chemin de fer à voie métrique Kollam–Chennai
- 1902 - Fin des travaux de la ligne de chemin de fer Kollam–Chennai
- 1904 - Le 1er juin, la ligne Kollam-Punalur a été ouverte[7]
- 1904 - Le 26 novembre, le service de train de voyageurs a commencé à travers Ligne de chemin de fer Kollam–Chennai
- 1918 - Le 4 janvier, la ligne à voie métrique jusqu'à Kollam a été prolongée jusqu'à Chakka à Thiruvananthapuram[8]
- 1931 - La ligne à voie métrique Kollam-Thiruvananthapuram est prolongée jusqu'à Thiruvananthapuram Central[9]
- 1952 - Le 24 décembre, les travaux de la ligne ferroviaire Kochi-Kollam sont inaugurés par Jawaharlal Nehru, alors Premier ministre de l'Inde[10].
- 1956 - Début des travaux de la ligne à voie métrique Kottayam-Kollam
- 1958 - Le 6 janvier, la ligne Kottayam-Kollam est mise en service[11]
- 1976 - La ligne à écartement métrique Kollam-Thiruvananthapuram convertie en voie large et mise en service
- 1998 - La conversion de l'écartement de la section Kollam-Sengottai de la ligne ferroviaire Kollam-Chennai a officiellement commencé
- 2001 - La ligne à écartement large Kollam-Thiruvananthapuram est électrifiée[12]
- 2007 - Le 1er mai, les services ferroviaires sur la section Kollam-Punalur sont retirés
- 2010 - Le 10 mai, la section à écartement large Kollam-Punalur est ouverte aux services[13]
- 2012 - Le 19 mars, les services MEMU sur la ligne Kollam-Ernakulam ont été interrompus[14]
- 2012 - Le 31 novembre, un nouveau service MEMU a démarré sur la ligne Kollam-Kanyakumari[15]
- 2013 - Le 1er décembre, le Kollam MEMU Shed a été officiellement inauguré et les travaux de maintenance ont commencé[16]
- 2018 - Le 31 mars, l'intégralité de la ligne ferroviaire Kollam–Sengottai a été ouverte aux services de trains de voyageurs[17],[18].